# Уваныш
Уваныш (Маныш, баш. Ыуаныш) — племя в составе нижнебельской группы башкир.

## Этническая история
Существование племени Уваныш прослеживается только по архивным материалам. Ныне название сохранилось
По происхождению уванышцы — тюркизированные финно-угры. По другим данным сармато-аланского происхождения.
Родовые подразделения и тамги племени Уваныш не были зафиксированы.
По преданиям представителей рода, правильное название звучит как маныш и они являются потомками алп-манаша из рода алпаут.

## Расселение
В XIII—XIV вв., совместно с северными башкирскими племенами уран, танып, ун, балыксы и гайна, уванышцы были расселены по рекам Тулве, Бую, Таныпу и Уфе.
В XVII—XVIII вв. уванышцы занимали значительные по размерам земли по правобережью Быстрого Таныпа и верховьям Буя.
В 1739 году в двух волостях — Уванышской и Нижнее-Уранской волости были учтены 106 дворов, в них проживал 371 человек. Со временем башкирские вотчины уменьшились — часть из них была продана Демидовым и Строгановым, а другая часть заселилась русскими крестьянами.

## Этноним
Название племени не встречается среди тюркских народов. Возможно родство племени с родом монаш племени бурзян.
В настоящее время это несколько татарских или смешанных деревень, содержащих в своих названиях древний этноним. Ныне существуют деревни Ваныш-Алпаутово, Ванышево, Маныш.